# Moarte în nori
Moarte în nori este un roman polițist scris de scriitoarea britanică Agatha Christie în anul 1935. Detectivul ce apare este Hercule Poirot